# Paprotnica królewska
Paprotnica królewska (Cystopteris alpina, dawniej także Cystopteris regia) – gatunek roślin z rodziny paprotnicowatych (Cystopteridaceae).

## Morfologia
PokrójKłącze krótkie, z widocznymi nasadami ogonków liściowych, pokrytych bladożółtymi łuskami.
LiścieDelikatne, potrójnie pierzaste, o jasnozielonym zabarwieniu i długości do 35 cm, niezimujące; płodne i płonne takie same.

## Ekologia i biologia
Występuje w większej części Europy i zachodniej Azji. W Polsce najczęściej w Tatrach, rośnie w reglu górnym i piętrze kosodrzewiny w szczelinach skał wapiennych; cieniolubna. Zarodnikowanie trwa od lipca do września.